# Мељан
Мељан је насељено место у саставу општине Бедња у Вараждинској жупанији, Хрватска. До територијалне реорганизације у Хрватској налазио се у саставу старе општине Иванец.

## Становништво
На попису становништва 2011. године, Мељан је имао 148 становника.

## Попис1991.
На попису становништва 1991. године, насељено место Мељан је имало 241 становника, следећег националног састава:
| Попис 1991.‍ | Попис 1991.‍ | Попис 1991.‍ | Попис 1991.‍ | Попис 1991.‍ |
| ----------- | ----------- | ----------- | ----------- | ----------- |
|             |             |             |             |             |
| Хрвати      | Хрвати      |             | 238         | 98,75%      |
| непознато   | непознато   |             | 3           | 1,24%       |
| укупно: 241 |             |             |             |             |